# Ferulago nodosa
Ferulago nodosa, auch Knotiger Ferulago oder Knotige Birkwurz genannt, ist eine Pflanzenart aus der Gattung Ferulago innerhalb der Familie der Doldenblütler (Apiaceae).

## Beschreibung

### Vegetative Merkmale
Ferulago nodosa ist eine ausdauernde krautige Pflanze, die Wuchshöhen von 50 bis 150 nerreicht. Der Stängel ist rund und die Knoten sind deutlich verdickt. Die Blätter sind vierfach gefiedert. Die Blattabschnitte sind linealisch bis länglich-elliptisch, glatt oder rau und 10 bis 15 Millimeter lang.

### Generative Merkmale
Die Blütezeit reicht von April bis Mai. Der doppeldoldige Blütenstand ist neun- bis zwölfstrahlig. Die Hüll- und Hüllchenblätter sind eiförmig-länglich. Die Blüten sind gelb.
Der Fruchtstiel ist ein bis zweimal so lang wie die Frucht. Die Frucht ist zusammengedrückt, 8 bis 10 Millimeter lang mit etwas gewellten seitlichen und schmaleren Rückenflügeln.
Die Chromosomenzahl beträgt 2n = 22.

## Ökologie
Es handelt sich um einen Schaft-Hemikryptophyten.

## Vorkommen
Ferulago nodosa kommt nur in Albanien, Griechenland, Kreta, Sizilien und Malta auf trockenen Ruderalstellen, Brachland und Phrygana in Höhenlagen von 0 bis 800 Metern vor.

## Taxonomie
Die Erstveröffentlichung erfolgte 1753 unter dem Namen (Basionym) Peucedanum nodosum durch Carl von Linné in Species Plantarum, Tomus I, S. 246. Die Art wurde 1849 durch Edmond Boissier in Diagnoses Plantarum Orientalium novarum Ser. 1. Band 10, S. 37 als Ferulago nodosa (L.) Boiss. in die Gattung Ferulago gestellt. Synonyme sind: Ferula nodosa (L.) Benth. & Hook.f. ex B.D.Jacks., Ferulago geniculata Boiss., Hammatocaulis cretica Tausch, Ligusticum nodosum Willd. ex Schult., Peucedanum creticum DC., Peucedanum nodosum L. und Selinum nodosum Crantz.